# Magine
Magine, även kallat Magine TV, är en streamingplattform på internet för att streama TV-kanaler i realtid eller i efterhand via datorns webbläsare, alternativt smart-TV, mobiltelefon eller surfplatta via en app. Tjänsten finns i Tyskland och Storbritannien, tidigare även i Spanien och Sverige. Inloggning sker med antingen en e-postadress, ett Facebook- eller ett Googlekonto.

## Företag och utveckling
Företaget lanserades 2011 och öppnade en betatjänst i Sverige under hösten 2012. Tjänsten skapades eftersom flera TV-kanaler hade rättigheter för att sända via nätet men inte utnyttjade möjligheten. Våren 2013 lämnade den svenska tjänsten betastadiet men fram till sensommaren 2013 krävdes en inbjudan.
Den 5 juni 2013 lanserades en betaversion i Tyskland, 4 juli 2013 i Spanien och 4 augusti 2015 i Storbritannien. Satsningen i Spanien upphörde 1 februari 2015.
Den 28 november 2014 uppdaterade Magine sin androidapp med att ge den stöd för Chromecast. Den 15 december 2014 lanserades den officiellt av Magine, där även iOS-appen hade fått stöd för Chromecast.
Den 27 april 2017 meddelade Magine via webbplatsen, Facebook och nyhetsbrev att tjänsten skulle läggas ned i Sverige den 29 maj 2017. Samtidigt försvann möjligheten att starta nytt abonnemang på svenska Magine.

## Utbud och funktioner

### Sverige
På många av kanalerna kunde man se program som sänts åtminstone en vecka tidigare, ett pågående program från början eller spola/hoppa när man tittar. Man fann programmen via en TV-tablå eller en sökfunktion. Magine hade vissa personliga användarfunktioner, bland annat en påminnelsefunktion och möjlighet att skapa en egen kanallista.
Den svenska versionen av Magine bestod av betalpaket, lösa betalkanaler samt ett gratispaket med främst SVT:s kanaler.
Kanalutbudet har förändrats sedan betastadiet. Kanal 5 och Kanal 9 fanns i betaversionen men har sedan utgått.
SVT:s kanaler blev tillgängliga 1 februari 2013 efter att Magine hade slutit avtal med Copyswede. Även TV4-gruppens kanaler var under en tid tillgängliga, men Magine och TV4 valde att bryta samarbetet 17 april 2014. Andra kanaler har tillkommit, inte minst nischkanaler.
År 2013 lanserades ett betalpaket, kallat 1st edition, med diverse underhållnings-, film-, fakta-, sport-, nyhets- och barnkanaler. 1st edition skapades när Magine lämnade betastadiet och innehöll då 30 kanaler. I juli 2013 ingick sju kanaler i gratispaketet och 38 kanaler i betalpaketet.
Den 16 december 2014 lanserades i Sverige filmkanalen Paramount Channel bland annat på Magine.
Sommaren 2015 fick Magine nya betalkanalpaket baserade på tema samt lösa kanaler för kunderna att välja bland eller kombinera fritt. I januari 2016 hade Magine totalt omkring 90 tillgängliga kanaler, varav ungefär hälften hade andra huvudspråk än svenska och engelska.
Den 27 april 2017 meddelade Magine att deras streamingplattformen för Sverige skulle stänga för gott den 29 maj 2017. Anledningen till avvecklingen var att Viasat och TV4 valt att inte teckna något avtal med Magine. Till skillnad mot Tyskland, där samtliga större kanaler finns tillgängliga i streamingplattformen. Magine kommenterade stängningen med "Utan TV4 och MTG har vi inte fått till den svenska tittarupplevelse som behövs för att lyckas fullt ut med den svenska TV-tjänsten".

### Tyskland
I september 2014 hade Magine totalt cirka 90 TV-kanaler i Tyskland. I januari 2016 fanns ett gratispaket innehållande 24 kanaler och två betalkanalpaket innehållande 45 respektive 78 kanaler.

## Omdömen
I ett jämförelsetest vid lanseringen hos Metro mellan Magine och Telia fick Telia bättre mottagande eftersom fler program gick att se i efterhand och Magines kanalutbud var begränsant. I ett test hos Allt om Android under betan mellan Netflix och Magine fick Netflix bättre recensioner, då de ansåg att bland annat kvalitén och utbudet var bättre hos Netflix. Tilläggas bör att Netflix inte erbjuder några TV-kanaler, utan istället filmer och TV-serier.